# X Lyncis
X Lyncis är en pulserande variabel av Mira Ceti-typ i stjärnbilden Lodjuret. 
Stjärnan varierar mellan magnitud +9,5 och 16 med en period av 320,8 dygn.